# 杨家庄乡 (阳泉市)
杨家庄乡，是中华人民共和国山西省阳泉市郊区下辖的一个乡镇级行政单位。

## 行政区划
杨家庄乡下辖以下地区：
南杨家庄村、北杨家庄村、桐花树村、齐家岩村、孙家沟村、小西庄村、白家庄村、路家山村、张家洼村、黑土岩村、杏树坡村、高垴庄村、大南庄村和庙岭村。